# Suegra último modelo
 Suegra último modelo es una película en blanco y negro de Argentina dirigida por Enrique Carreras sobre el guion de Julio F. Escobar según la obra Compartiment pour dames seules, de Charles-Maurice Hennequin y Albert Mitchel que se estrenó el 26 de agosto de 1953 y que tuvo como protagonistas a Analía Gadé, Juan Carlos Thorry, Gogó Andreu y Tono Andreu.
Una versión anterior fue Mi suegra es una fiera, dirigida por Luis Bayón Herrera en 1939. En 1978 se realizó una nueva versión de esta obra bajo el nombre Mi mujer no es mi señora dirigida por Hugo Moser y protagonizada por Alberto Olmedo, Olga Zubarry, Joe Rigoli y Nadiuska. 

## Sinopsis
El esposo de una joven mujer comienza a creer que es el padre de su esposa a raíz de una falsa confesión de su suegra.

## Reparto
Participaron en el filme los siguientes intérpretes:
- Gogó Andreu ... Felipe
- Tono Andreu ... Fermín
- Lois Blue Faure (hija)
- Inés Fernández ... Sofía
- Analía Gadé ... Nélida
- María Esther Gamas ... Isabel Cienfuegos
- Nelly Lainez ... Srta Leiva
- Jesús Pampín
- Roberto Real
- Leonor Rinaldi ... Doña Herminia
- Diana Stevani
- Juan Carlos Thorry ... Ezequiel
- Francisco Álvarez ... Moreira

## Comentarios
La nota crítica de PAM en El Mundo dijo::

”Agradable film reidero… La dirección estuvo a cargo de Enrique Carreras, novel conductor de discreta labor en el manejo de la cámara y el montaje.”

En tanto Crítica señalaba que la película tenía:

”una línea deliberadamente zafada.”